# Jordan Siebatcheu
Theoson-Jordan Pefok Siebatcheu (* 26. April 1996 in Washington, D.C.) ist ein amerikanisch-französischer Fußballspieler. Der Mittelstürmer steht bei Stade Reims unter Vertrag.

## Karriere

### Verein
Der Mittelstürmer mit kamerunischen Wurzeln, in den USA geboren und in Frankreich aufgewachsen, begann seine Laufbahn bei Stade Reims, bei dem er später in die zweite Mannschaft befördert wurde. Am 31. Januar 2015, dem 23. Spieltag der Saison 2014/15, gab er sein Debüt für die erste Mannschaft in der Ligue 1, der höchsten französischen Spielklasse, als er beim 0:1 gegen den FC Toulouse in der 67. Minute für Alexi Peuget eingewechselt wurde. Dies blieb sein einziger Profieinsatz in dieser Spielzeit. 2015/16 avancierte er zum Stammspieler der ersten Mannschaft und absolvierte 25 Partien in der Ligue 1, wobei er drei Tore erzielte. Zudem kam er einmal in der Coupe de la Ligue, dem französischen Ligapokal, zum Einsatz als Reims in der 3. Runde gegen den FCO Dijon aus dem Wettbewerb ausschied. Die Mannschaft beendete die Spielzeit in der Liga auf dem 18. Rang und stieg somit in die zweitklassige Ligue 2 ab. Nach acht Spielen in der zweithöchsten französischen Spielklasse und einer Partie in der Coupe de la Ligue (ein Tor), als Reims gegen den AC Le Havre in der 1. Runde verlor, wurde er im Januar 2017 an den Drittligisten LB Châteauroux verliehen. Bis Saisonende traf er in 15 Ligaspielen zehnmal; im Coupe de France wurde er einmal eingesetzt (ein Tor).
Zur Spielzeit 2017/18 kehrte er zu Stade Reims zurück. Bis zum Ende der Saison verpasste er lediglich eine Partie und wurde mit 17 Toren in 35 Partien viertbester Torschütze der Saison in der Ligue 2. Außerdem spielte er zweimal im Coupe de France (ein Tor) und einmal in der Coupe de la Ligue. Reims stieg am Saisonende als Meister der zweiten Liga wieder in die Ligue 1 auf.
Zur Saison 2018/19 wechselte Siebatcheu zum Ligakonkurrenten Stade Rennes. Bis Saisonende absolvierte er 15 Spiele in der Ligue 1. Im Coupe de France spielte er dreimal, wobei er drei Tore erzielte. Rennes erreichte das Finale gegen den Meister Paris Saint-Germain, in dem der Mittelstürmer verletzt fehlte, und gewann im Elfmeterschießen den Titel. In der Coupe de la Ligue spielte er zweimal. In der Gruppenphase der UEFA Europa League, für die sich Rennes als Fünfter der vergangenen Ligaspielzeit qualifiziert hatte, kam er zu drei Spielen, in denen er ein Tor schoss. Rennes beendete die Gruppenphase auf dem 2. Platz und erreichte die Zwischenrunde und später das Achtelfinale; in beiden Runden fehlte Siebatcheu verletzt. 2019/20 folgten 14 Partien in der Ligue 1, zwei Spiele im Coupe de France (ein Tor) sowie fünf Spiele in der Gruppenphase der Europa League, für die man sich über den Pokalsieg qualifiziert hatte. Rennes schied als Letzter aus dem Wettbewerb aus.
Zur Spielzeit 2020/21 schloss er sich auf Leihbasis dem Schweizer Meister BSC Young Boys an. Er gab sein Debüt in der erstklassigen Super League am 19. September 2020, dem ersten Spieltag, als er beim 2:1 gegen den FC Zürich in der 89. Minute für Jean-Pierre Nsame in die Partie kam. Bis zum Ende der Saison traf er in 32 Spielen in der höchsten Schweizer Spielklasse zwölfmal und wurde somit fünftbester Torschütze. YB gewann erneut den Meistertitel. Im Schweizer Cup wurde er einmal eingesetzt, als die Berner im Achtelfinale dem FC St. Gallen unterlagen. In der Qualifikation zur UEFA Champions League im August und September 2020 schied der BSC Young Boys nach einem 3:1 gegen den KÍ Klaksvík von den Färöer mit 0:3 gegen den zweiten Gegner, den dänischen Meister FC Midtjylland aus, erreichte aber durch ein 3:0 gegen den albanischen Klub KF Tirana die Gruppenphase der UEFA Europa League, die man als Zweiter beendete. In der Zwischenrunde gewann Bern nach Hin- und Rückspiel mit insgesamt 6:3 Toren gegen den deutschen Verein Bayer 04 Leverkusen; im Hinspiel erzielte Siebatcheu einen Doppelpack, im Rückspiel traf er einmal. Im Achtelfinale verlor man schlussendlich mit insgesamt 0:5 gegen den niederländischen Rekordmeister Ajax Amsterdam. Siebatcheu kam in zehn der dreizehn internationalen Partien zum Einsatz und schoss dabei drei Tore.
Zur Spielzeit 2021/22 wurde er von YB fest verpflichtet. Er unterschrieb einen Vertrag bis 2024. Nach einem Jahr in Bern, in welchem er sich mit 22 Toren zum Torschützenkönig der Credit Suisse Super League krönte, ging Siebatcheu nach Deutschland und unterzeichnete Ende Juni 2022 einen Vertrag in der Bundesliga beim Europa-League-Teilnehmer 1. FC Union Berlin. Nach dem zweiten Spieltag der Saison 2023/24 wurde er bis Saisonende an den Ligakonkurrenten Borussia Mönchengladbach verliehen.

#### Rückkehr zu Stade Reims
Im Februar 2025 wechselte Jordan zurück nach Frankreich zu seinem Jugendklub Stade Reims.

### Nationalmannschaft
Siebatcheu absolvierte im November 2014 zwei Spiele für die französische U-21-Auswahl, in denen er zwei Tore schoss, bevor er den Verband wechselte und am 25. März 2021 beim 4:1 im Freundschaftsspiel gegen Jamaika für die A-Nationalmannschaft der Vereinigten Staaten debütierte, als er in der 82. Minute für Joshua Sargent eingewechselt wurde. Im Juni 2021 gewann er mit der Mannschaft das Finale der CONCACAF Nations League mit 3:2 nach Verlängerung gegen Mexiko.

## Erfolge
Stade Rennes
- Sieger des Coupe de France: 2019

BSC Young Boys
- Schweizer Meister 2021

US-amerikanische Fußballnationalmannschaft
- Sieger der CONCACAF Nations League: 2021

## Sonstiges
Sein Trikot bei YB trug den Namen Pefok. Dies gilt auch für die US-amerikanische Nationalmannschaft. Es handelt sich hierbei um den Mädchennamen seiner Mutter, mit dem er auch die Kultur ihrer Heimat Kamerun repräsentieren will. Bei Union Berlin steht nur sein Vorname Jordan auf dem Trikot.